# Djosos Krost
Djosos Krost er et dansk band bestående af Pharfar (kendt fra Bikstok Røgsystem) og DJ Filip (kendt fra rockgruppen Ludo).
I 2005 udgav gruppen albummet No Sign of Bad, som blev nomineret til Årets Danske Urban/R&B Udgivelse ved Danish Music Awards.

## Diskografi
- 2005: No Sign of Bad